# San Francisco de Asís (ópera)
San Francisco de Asís (título original en francés, Saint François d’Assise) es una ópera en tres actos con música y libreto en francés de Olivier Messiaen, escrita de 1975 a 1983. Trata sobre san Francisco de Asís, el rol principal que da nombre a la obra, y denota la devoción católica del compositor. El estreno mundial tuvo lugar en París el 28 de noviembre de 1983.

## Historia

### Composición
A pesar de sus estudios de óperas de Mozart y Wagner, Messiaen pensó que nunca compondría una. Cuando Rolf Liebermann, mánager general de la Ópera de París, comisionó una ópera de Messiaen en 1971 el compositor rehusó. Messiaen cambió de idea cuando Liebermann consiguió hacerlo huésped en una cena en el Palacio del Elíseo, invitado por el entonces presidente francés Georges Pompidou. Al finalizar la cena, Pompidou le dijo: «Messiaen, ¡escriba una ópera para la Opéra de París!».

Buscando una temática, Messiaen analizó dramatizar algo relacionado con la Pasión de Cristo o su Resurrección. Sintiéndose indigno de abordar cualquiera de esos temas, finalmente eligió dramatizar la vida de san Francisco de Asís, el cual fue un paralelo de Jesucristo en castidad, humildad, pobreza y sufrimiento.
El proceso de escritura de la ópera cobró su precio al compositor. Inicialmente, Messiaen se sentó a trabajar e hizo rápidos progresos, convirtiéndose en el único objeto de su atención musical. Por 1977 contactó al mánager general de la Ópera Nacional de París para decirle que estaba listo para interpretar una versión sin orquesta de la ópera. Messiaen no podía considerar el orquestar la ópera antes de 1980, y sumando presión sobre él, se escapó en la radio la primicia de que estaba escribiendo una ópera sobre san Francisco. Esta revelación transgredió la práctica normal de Messiaen de mantener el secreto durante el tiempo de composición.
Messiaen solicitó, en 1979, una postergación en la fecha de finalización. Se acordó 1983 como el nuevo plazo; sin embargo, la salud de Messiaen comenzó a deteriorarse nuevamente. En 1981 sufrió varios períodos de enfermedad, y una vez más, deseó haber terminado de acuerdo al plan. Messiaen comenzó a sufrir depresiones, y en diciembre de 1981 se sintió incapaz de seguir adelante. Sin embargo, su médico le recomendó hacer caminatas diarias para aumentar su bienestar, y comenzó a participar en las misas vespertinas en la Basílica del Sacré Cœur. Esto le dio el valor de continuar y finalizar la obra, aunque completarla dejó su marca y aún estaba convencido de que sería su último trabajo.

### Libreto
Para máxima libertad artística, Messiaen escribió tanto la partitura como el libreto. Durante cerca de ocho años, el compositor consultó fuentes franciscanas, leyó biografías de Tomás de Celano y san Buenaventura, así como las plegarias propias de san Francisco (incluyendo Cántico del Hermano Sol). También citó pasajes de las Florecillas, Consideraciones sobre los estigmas y la Biblia.
A fin de enfocarse en el progreso de la gracia en el alma de Francisco luego de su conversión, Messiaen omitió ciertos episodios en la vida de su héroe, entre ellos, la relación (a veces romantizada) entre Francisco y Santa Clara, y la fábula de la domesticación de un lobo salvaje en Gubbio. También ignoró la documentación intercambiada entre Francisco y su padre, Pedro, evitando así temas edípicos.
Los críticos, más tarde, regañaron a Messiaen por comenzar la acción después de la conversión de Francisco. El compositor defendió su elección en una entrevista con Claude Samuel: «Algunas personas me han dicho: “¡En su trabajo no hay ningún pecado!”. Pero yo mismo siento que el pecado no es interesante, lo sucio no es interesante. Prefiero las flores. Dejé al pecado fuera».
La ópera tiene ocho escenas, divididas en tres actos, que delinean el desarrollo espiritual de Francisco. El primer acto contiene escenas en las cuales él realiza sus metas: "La Croix" (La Cruz), "Les Laudes" (Laudes) y "Le Baiser au Lépreux" (El beso al leproso). El segundo acto muestra el camino de Francisco a la iluminación, ministerio y divinidad: "L’Ange voyageur" (El ángel viajero), "L’Ange musicien" (El ángel músico) y "Le Prêche aux oiseaux" (El sermón a los pájaros). Las escenas del tercer acto exploran el acercamiento del santo a la divinidad y su entrada en la eternidad: "Les Stigmates" (Los estigmas) y "La Mort et la Nouvelle Vie" (La muerte y la nueva vida).

### Representaciones
Luego de la premier mundial de 1983 en la Ópera de París, Saint François no fue representada por casi una década. La ópera fue presentada en escena otra vez en 1992 en el Festival de Salzburgo (en el Felsenreitschule), dirigida por Peter Sellars. Esta producción volvió a montarse en 1998. Siguieron producciones en la Ópera de Leipzig (1998) y en la Ópera Alemana de Berlín (2002). La premier en América tuvo lugar en la Ópera de San Francisco en 2002. Desde entonces, la ópera fue presentada en escena por la RuhrTriennale en la Jahrhunderthalle en Bochum (2003) y por la Opéra National de Paris en la Ópera de la Bastilla en París (2004).
Esta ópera rara vez se representa en la actualidad; en las estadísticas de Operabase aparece con solo 3 representaciones en el período 2005-2010, entre ellas por la Muziektheater en Ámsterdam (2008). Ya en el año 2011, ha sido representada por la Ópera Estatal de Baviera y en Madrid, en julio de este año, en la misma producción de Bochum. Las representaciones, aunque dentro de la temporada del Teatro Real, tuvieron lugar en el recinto deportivo Madrid Arena.

## Argumento
Lugar: Italia.
Tiempo: siglo XIII.
El tema de cada escena es tomado de las Florecillas y de las Reflexiones sobre los estigmas, libros escritos por franciscanos anónimos del siglo XIV. Hay siete personajes: san Francisco, el Leproso, el Ángel, Hermano Elías, y tres hermanos especialmente queridos por Francisco--Hermano León, Hermano Masseo, y Hermano Bernardo. A través de la obra uno debe ver el progreso de la gracia en el alma de san Francisco.

### Acto 1
Escena 1: La Cruz
San Francisco explica al Hermano León que por el amor de Jesucristo debe soportar pacientemente todas las contradicciones, todo sufrimiento. Ésta es la "perfecta alegría".
Escena 2: Laudes
Después del rezo de Matinés con los Hermanos, san Francisco, permaneciendo solo, ora por poder conocer a un leproso y ser capaz de amarlo.
Escena 3: El beso al leproso
En un leprosario, un leproso, horriblemente manchado de sangre y cubierto de pústulas, protesta contra su enfermedad. San Francisco entra y, sentándose junto a él, le habla gentilmente. Un ángel aparece debajo de la ventana y dice: "Leproso, tu corazón te acusa, pero Dios es más grande que tu corazón." Turbado por la voz y por la bondad de san Francisco, el leproso se llena de remordimiento. San Francisco lo abraza y, milagrosamente, el leproso es curado y danza de alegría. Más importante que la cura del leproso es el crecimiento de la gracia en el alma de san Francisco y su exultación al haber triunfado sobre sí mismo.

### Acto 2
Escena 4: El ángel viajante
En un camino forestal de La Verna un ángel aparece, disfrazado como viajante. Golpea la puerta del monasterio haciendo un enorme sonido, que simboliza la irrupción de la gracia. Hermano Masseo abre la puerta. El ángel pregunta al Hermano Elías, el vicario de la orden, una pregunta sobre predestinación. El Hermano Elías se niega a responder y empuja al ángel afuera. El ángel golpea la puerta una vez más y hace la misma pregunta al Hermano Bernardo, quien responde con mucha sabiduría. Habiéndose ido el ángel, Hermano Bernardo y Hermano Masseo se miran mutuamente, Bernardo observa: "Quizás era un ángel..."
Escena 5: El ángel músico
El ángel aparece a san Francisco y, para darle un anticipo de la dicha celestial, le toca un solo en su viola. El solo es tan glorioso que Francisco se desmaya.
Escena 6: El sermón a los pájaros
En Asís, en Carceri, un árbol de roble verde grande en primavera con muchos pájaros que cantan. San Francisco, seguido por Hermano Masseo, predica un sermón a los pájaros y los bendice solemnemente. Las aves responden con un gran coro en donde se oyen no solo pájaros de Umbría, especialmente la capirotada, sino también pájaros de otros países, de tierras lejanas, notoriamente Isla de los Pinos, cerca de Nueva Caledonia.

### Acto 3
Escena 7: Los Estigmas
En La Verna, en la noche, en una cueva debajo de una roca sobresaliente, san Francisco está solo. Una gran cruz aparece. La voz de Cristo, simbolizada por un coro, se oye casi continuamente. Cinco haces luminosos parten de la Cruz y sucesivamente hieren las dos manos, los dos pies, y el costado derecho de san Francisco, con el mismo enorme sonido que acompañó el golpe del ángel. Estas cinco heridas, que se asemejan a las cinco heridas de Cristo, son la confirmación divina de la santidad de Francisco.
Escena 8: Muerte y la Nueva Vida
San Francisco está muriendo, estirado sobre la tierra. Todos los Hermanos lo rodean. Se despide de todos lo que ha amado, y canta el último verso de su Cántico del Hermano Sol, el verso de "nuestra hermana la muerte corporal". Los Hermanos entonan el Salmo 141. El ángel y el leproso aparecen a san Francisco para confortarlo. San Francisco pronuncia sus últimas palabras: "Señor! La música y la poesía me han llevado hasta ti [...] en falta de la Verdad [...] deslumbrado para siempre por ti, exceso de Verdad..." Muere. Repican las campanas. Todo desaparece. Mientras el coro canta la Resurrección, un rayo de luz ilumina el sitio donde previamente yace el cuerpo de san Francisco. La iluminación desciende hasta desaparecer. Cae el telón.

## Elementos musicales
La abundante experiencia de Messiaen como compositor orquestal se manifiesta en Saint François d’Assise. De hecho, Messiaen dedica a la música orquestal una gran mayoría del tiempo de curso de la ópera, aunque sin detrimento del desarrollo del carácter. El compositor refleja los caracteres psicológicos y el estado emocional con el uso de leitmotiv y canto de las aves.

### Leitmotiv
Diversos leitmotiv existen en la partitura orquestal, la mayoría de los cuales conectan con uno o más personajes.
- Muerte (o "J’ai peur")

La acción dramática de la ópera comienza con la entrada del Hermano León, que canta el motivo de la "muerte" con palabras tomadas del final del Libro del Eclesiastés: "Tengo miedo en el camino, cuando las ventanas crecen más grandes y más obscuras, y cuando las hojas de la euforbia no se vuelven rojas." "Tengo miedo en el camino, cuando, pronta al morir, la flor de la gardenia no perfuma más. Contempla! el invisible, el invisible es visto…"[cita requerida] Este tema se repite casi cada vez que entra León, y la orquesta lo acompaña con vagos glissandos en las cuerdas.
- Perfecta Alegría ("la joie parfaite")

Francisco responde a la introspección de León con el motivo de la "perfecta alegría", una combinación de Trompeta en Re, xilofón y maderas. Este motivo reaparece varias veces durante la pieza. En algunos casos, el motivo de la "muerte" del Hermano León alterna con el de Francisco de la "perfecta alegría".
- Solemnidad

Messiaen enlazó los momentos de gran solemnidad de Francisco con el motivo más absolutamente penetrante posible de la ópera. Está estructurado como un clúster tonal en la sección de trombón, creando un sonido siniestro, áspero. El motivo es absolutamente evidente en la segunda escena, en donde Francisco pide a Dios que le permita encontrar a un leproso: "Hazme encontrar un leproso" Los clústers quiebran su línea de texto: "Fais-moi"—clúster—"rencontrer"—clúster—"un lépreux."
- Gracia

Durante la escena Cuatro en La Verna, el ángel golpea en la puerta del monasterio. Messiaen representa el golpe con un motivo de palpitantes y pesados sonidos en la percusión y cuerdas. Él vio estos golpes como una entrada de la gracia, una fuerza que uno no debe resistir. El golpe del ángel presagia la eventual aceptación del estigma de Francisco durante la escena Siete. La diferencia principal en esta escena es que el motivo representa la palpitación dolorosa, brutal de clavos en el cuerpo de Cristo.

### Canto de las aves
Messiaen se consideraba a sí mismo ornitólogo, y su amor por las aves es evidente en la ópera. El compositor viajó a la Assisi natal del santo, así como a Nueva Caledonia, para investigar y grabar cantos de diversas especies locales, y luego transcribirlos en melodías para usarlas como temas musicales asociados a personajes particulares.
- François: capinera (en italiano). Una vez entrando en las cuevas de Carceri (al este de Asís), Messiaen oyó el canto de la curruca capirotada. Francisco a menudo se retiraba a estas cuevas para meditar y orar, por lo que la opción de la capirotada resulta apropiada.
- L’Ange: gerigón. Esta curruca amarilla de Nueva Caledonia señala casi cada entrada y salida del ángel. Messiaen registró el gerigón con un piccolo staccato alternado con glockenspiel y xilofón. En algunos casos, el canto del cernícalo acompaña al gerigón.
- Frère Elie: notou. El hermano más contrario a Francisco, Elías, recibe su canto de esta paloma de sonido melancólico de Nueva Caledonia.
- Frère Bernard: filemón. El canto del filemón (registrado muy probablemente en Nueva Caledonia) refleja la edad y la sabiduría de Bernardo mientras que puntualiza sus frases musicales y textuales.

Messiaen dedica la sexta escena entera (La Prêche aux oiseaux) a todo tipo de canto de aves, cuando Francisco ofrece su famoso sermón con hermano Masseo presente.

### Orquestación
La orquestación completa de Messiaen requiere un vasto número de músicos (110), lo que a menudo produce costosas demandas a las compañías de ópera, así como causa problemas de espacio en el foso de la orquesta.
- Maderas: tres píccolos, tres flautas, una flauta en si, tres oboes, un corno inglés, dos clarinetes pequeños en mi sostenido, tres clarinetes, un clarinete bajo, un clarinete contrabajo, tres fagots y un contrafagot.

- Metales: seis trompas en fa, una trompeta pequeña en re, tres trompetas, cuatro trombones, dos tubas y una tuba contrabajo.

- Cuerdas: 16 violines primeros, 16 violines segundos (32 violines en total), 14 violas, 12 chelos y 10 contrabajos.

- Percusión:
  - El 1º percusionista ejecuta el primer set de campanas, los primeros claves, un eolífono y una caja orquestal.
  - El 2º percusionista ejecuta el triángulo, los segundos claves, seis temple blocks, un platillo muy pequeño, un platillo pequeño y un platillo suspendido.
  - El 3º percusionista ejecuta el segundo triángulo, los terceros claves, una caja china, un whip, un par de maracas, un güiro, glass chimes, shell chimes, wood chimes, un basque drum y tres gongs.
  - El 4º percusionista ejecuta el tercer triángulo, los cuartos claves, un set de crótalos, un platillo suspendido grande, un platillo suspendido, un tom mediano, un tom bajo y tres tam-tams.
  - El 5º percusionista ejecuta el segundo set de campanas, un metal sheet, los quintos claves, un geófono, un eolífono y un bombo.

Al igual que el vasto uso de diversos instrumentos de percusión, se utilizan también cinco teclados: un xilófono, una xylorimba, una marimba, un glockenspiel y un vibráfono, como también tres ondas martenot, las cuales el compositor describió en una entrevista con Claude Samuel como algo «muy raro en una ópera».

### Coro
La ópera requiere un coro de 150 voces con diez partes, el cual sirve para un doble papel: coro griego y presencia divina. A través de la pieza, el coro comenta respecto al viaje espiritual de Francisco. Las primeras tres escenas incluyen un comentario sobre la acción precedente del libreto con una "moral." Por ejemplo, luego de la conversación de Francisco con León sobre la "perfecta alegría", el coro canta el texto "Quien quiera seguir mis pasos, que renuncie a sí mismo, tome su Cruz y me siga." Uno podría decir que este texto acarrea un doble propósito —la moral no es solo cantada, pero proviene de boca de Cristo. En las últimas escenas de la ópera, especialmente Los estigmas, el coro perpetúa su imagen como Cristo hablando directamente a Francisco, como Él concede las heridas sobre el santo. La escritura coral de Messiaen, especialmente los cantos violentos, mudos durante Los estigmas, sugiere una presencia mística, del otro mundo.

### Color
La sinestesia de Messiaen causó una percepción de colores asociados con armonías particulares o grados musicales. Por ejemplo, cuando oía un Do natural en el piano, el compositor veía "blanco" delante de sus ojos. En la ópera, Messiaen raya los momentos finales (muerte de Francisco y ascenso al cielo) en una estructura del acorde de do mayor, proveyendo una explosión musical de luz blanca. No es claro si esta estructura final aparece por coincidencia o fue intencional.

## Otras investigaciones de Messiaen
Messiaen viajó a Italia no meramente para investigar el canto de las aves. En Asís, visitó la Basílica de San Francisco de Asís para estudiar los frescos de Giotto. Durante los ensayos para la premier, el compositor entrenó al barítono José van Dam (creador del rol principal) en algunos de los gestos y actitudes evocadas en las obras maestras de Giotto. Messiaen también hizo un viaje a Florencia. Mientras en el Monasterio de San Marco, encontró inspiración para el atuendo del ángel en una de las diversas pinturas de la Anunciación de Fra Angelico. Como resultado, el libreto incluye una nota del traje en el exacto tono del vestido del ángel (según lo dictado por las ilustraciones originales): un malva rosáceo entre lila y salmón.

## Grabaciones
Existen cuatro grabaciones de la ópera, tres de las cuales son completas:
- Ozawa (1983): Conductor Seiji Ozawa. Grabación del estreno mundial con la orquesta y el coro de Ópera de París. Entre los miembros del elenco se incluyen  José van Dam en el rol principal con la soprano Christiane Eda-Pierre como el Ángel.
- Zagrosek (1985): en el Festival de Salzburgo de 1985, incluyendo performances de la ópera bajo la batuta de Lothar Zagrosek, con la Vienna Radio Symphony Orchestra y el Coro Arnold Schoenberg.  El barítono Dietrich Fischer-Dieskau interpreta el rol protagónico, con la soprano francesa Rachel Yakar como el Ángel.
- Nagano (1986): Kent Nagano, quien estudió la producción original de 1983, dirigió un concierto en Utrecht.  Philippe Rouillon interpretó el rol principal.
- Nagano (1998): Nagano también encabeza esta grabación completa en vivo con la Hallé Orchestra y el Arnold Schoenberg Choir en el Festival de Salzburgo. José van Dam regresa a cantar el rol protagónico. La soprano Dawn Upshaw interpreta al ángel, con Chris Merritt como el leproso.